# 長岡村 (富山県)
長岡村（ながおかむら）は、かつて富山県婦負郡にあった村。

## 沿革
- 1889年（明治22年）4月1日 - 町村制の施行により、婦負郡針原村、針原新村、林新村、北代村、北代新村、舟橋新村及び八町村の区域の一部の区域をもって、婦負郡長岡村が発足する。
- 1954年（昭和29年）3月1日 - 婦負郡呉羽村、長岡村、寒江村及び射水郡老田村が合併して、婦負郡呉羽町が発足する。

## 歴代村長
出典→
1. 恒田宇一郎（1889年5月15日 - 1893年5月14日）
2. 恒田嘉一（1893年6月5日 - 1896年6月18日）
3. 梅本助三郎（1896年7月18日 - 1897年4月18日）
4. 山形徳平（1897年5月1日 - 1899年12月19日）
5. 安沢是信（1900年4月27日 - 1900年12月11日、村長代理、富山市山王町出身）
6. 中井三五郎（1900年12月12日 - 1901年5月17日）
7. 矢後弥一（1901年9月19日 - 1901年12月1日、婦負郡書記、事務管掌）
8. 中井三五郎（1901年12月2日 - 1903年6月2日）
9. 中林清一郎（1903年12月4日 - 1907年8月28日）
10. 中林清一郎（1907年10月15日 - 1911年8月18日）
11. 栂野安房（1911年8月30日 - 1911年9月6日、婦負郡書記、事務管掌）
12. 坪島亀次郎（1911年9月7日 - ）
13. 坪島亀次郎（1915年9月8日〔再選〕 - 1917年12月18日）
14. 辻野梅太郎（1918年4月20日 - ）
15. 辻野梅太郎（1922年4月21日〔再選〕 - 1926年4月20日）
16. 小林清一（1926年4月27日 - 1928年6月15日死亡）
17. 中林清一郎（1928年7月23日 - 1932年7月12日）
18. 黒田恒次郎（1932年10月19日 - ）
19. 黒田恒次郎（1936年10月18日〔再任〕 - ）
20. 北野昌太郎（1941年9月4日 - 1945年3月9日）
21. 田島清一（1945年4月6日 - 1946年10月12日、富山市五福出身）
22. 坪田秀一（1947年4月5日 - 1954年3月1日、呉羽町へ合併のため自然退職）